# Roublot

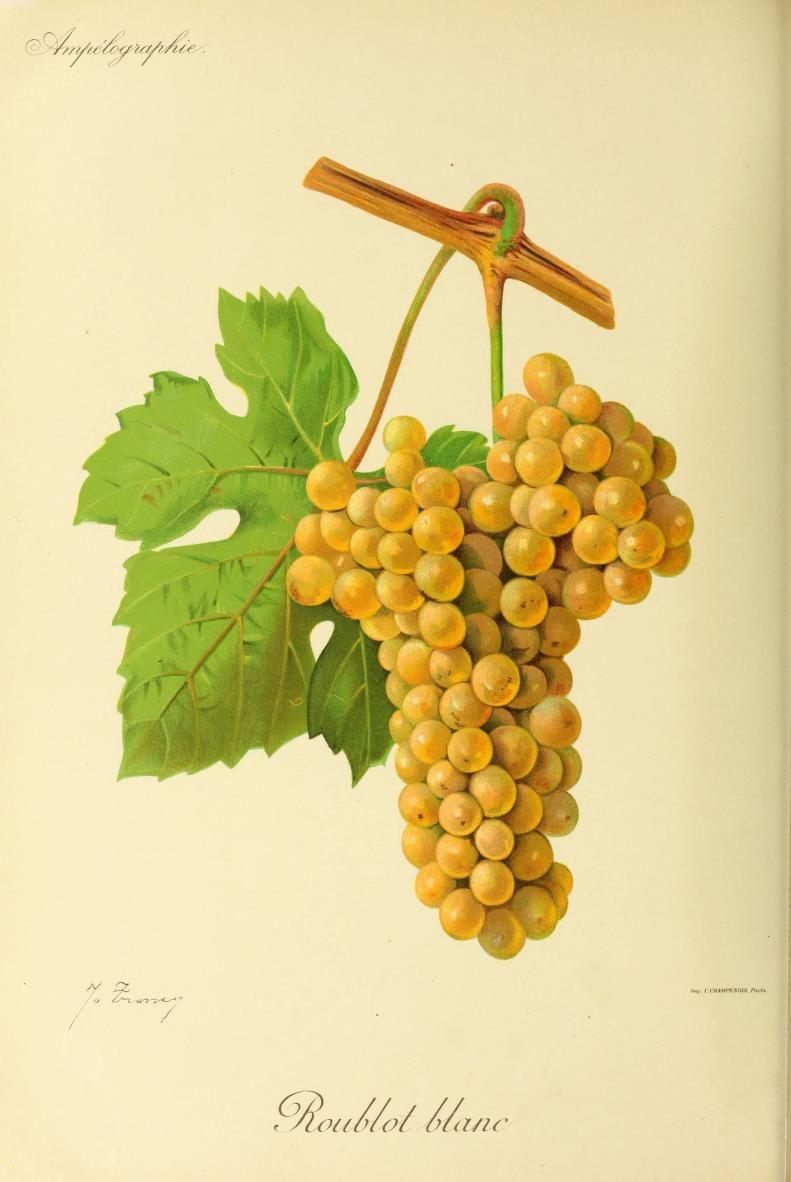
Roublot im Buch von Viala & Vermorel

Die Weißweinsorte Roublot wird vor allem im französischen Département  Yonne angebaut. Die spätreifende Sorte erbringt spezifische Weißweine mit gutem Alkoholgehalt, die zu schneller Oxidation neigen. Die Sorte ist nahezu ganz verschwunden, da sie sehr anfällig gegen den Echten Mehltau und die Grauschimmelfäule ist. Sie erbringt daher nur sehr schwankende Erträge. Noch im 19. Jahrhundert war die Sorte Roublot in der Gegend der Gemeinde Saint-Bris-le-Vineux sehr verbreitet.

## Herkunft
Eine 1999 durch Carole Meredith durchgeführte, breit angelegte DNA-Analyse mit 352 Rebsorten legt den Schluss nahe, dass die Sorte Roublot eine natürliche Kreuzung der Sorten Pinot blanc und Gouais Blanc ist. Aus der gleichen Untersuchung ging hervor, dass die Sorten Aligoté, Aubin Vert, Auxerrois, Bachet Noir, Beaunoir, Chardonnay, Dameron, Franc Noir de la Haute Saône, Gamay Blanc Gloriod, Gamay, Knipperlé, Melon de Bourgogne, Peurion, Romorantin und Sacy  ähnlich wie auch der Roublot alle aus spontanen Kreuzungen zwischen Pinot und Gouais Blanc entstanden. Da die genetischen Unterschiede zwischen Pinot Blanc, Pinot Gris und Pinot Noir äußerst gering sind, liegt eine genaue Spezifizierung des Pinot-Typs noch nicht vor.
Der Erfolg dieser spontanen Kreuzung wird dadurch erklärt, dass die beiden Elternsorten genetisch gesehen grundverschieden sind. Während die Sorten der Pinot-Familie vermutlich aus dem Burgund stammen, wurde der Gouais Blanc von den Römern nach Frankreich gebracht. In den Rebgärten des Burgunds und der südlichen Champagne standen beide Sorten während einiger Jahrhunderte im Gemischten Satz.
Abstammung: Pinot × Gouais Blanc

## Synonyme
Die Rebsorte Roublot ist auch unter den Namen Aubanne, César Blanc, César Femelle, Haubanne, Meslier, Plant de Vaux, Plant Paule, Robleau, Roblot, Roublat und Roubleau bekannt.